# Brjánslækur
Brjánslækur is een kleine plaats op IJsland aan de zuidkust van de Westfjorden. De plaats bestaat uit niet meer dan een kerkje en een aantal boerderijen. Verder is er de aanlegplaats van de veerboot Baldur vanuit Stykkishólmur. Tweemaal per dag vaart deze boot tussen beide plaatsen over de Breiðafjörður heen en weer. Halverwege legt de boot even bij het eilandje Flatey aan.
Even ten noorden van de haven ligt de Surtarbrandsgil, een kloof waar fossielen gevonden kunnen worden. Het meenemen van deze fossielen is verboden.
Een paar honderd meter vanaf het haventje ligt Lókatóftir, de plaats waar Hrafna-Flóki zijn nederzetting bouwde. Hrafna-Flóki was de man die IJsland haar naam gaf (zie geschiedenis van IJsland).

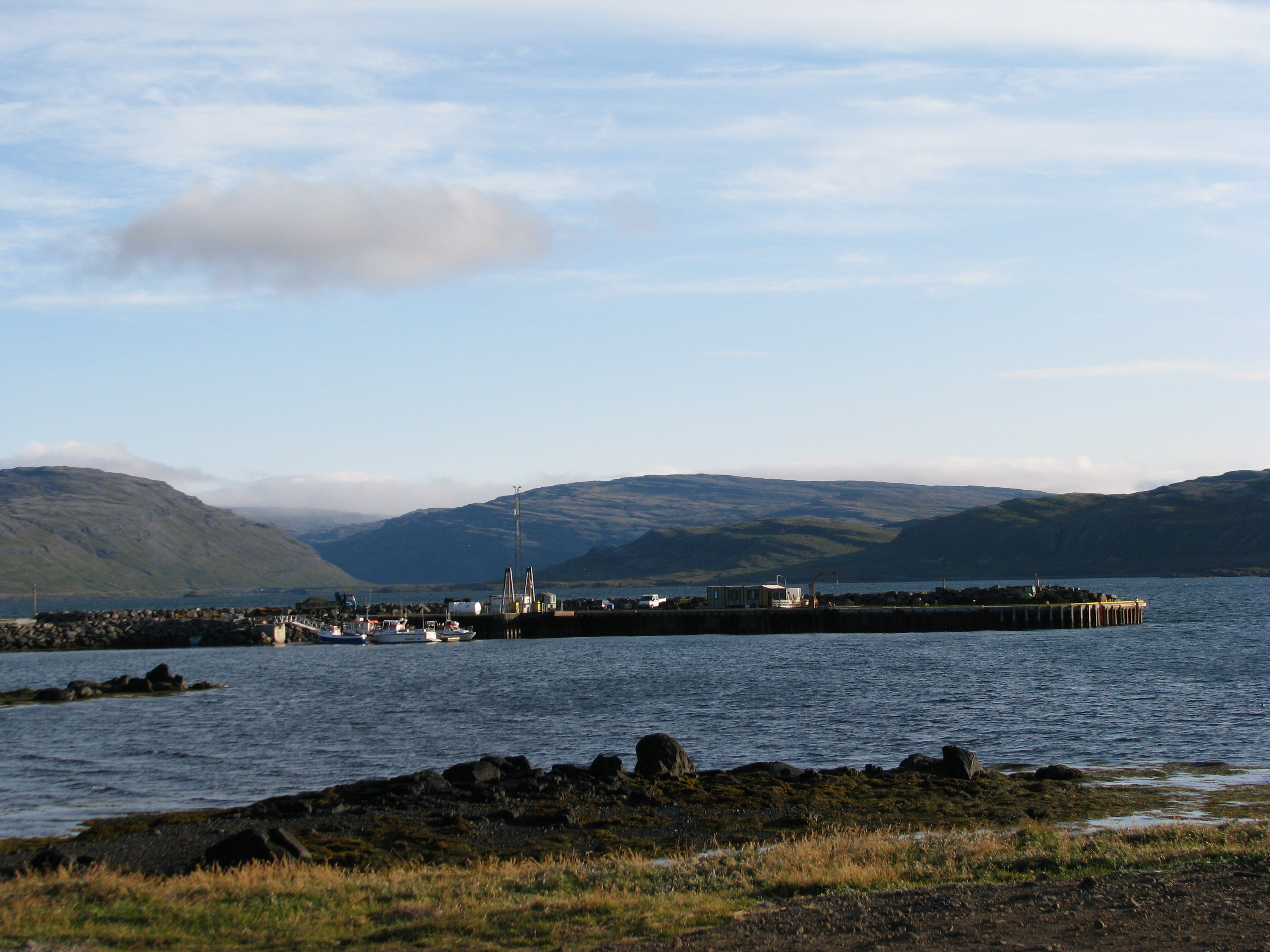
Haven van Brjánslækur.
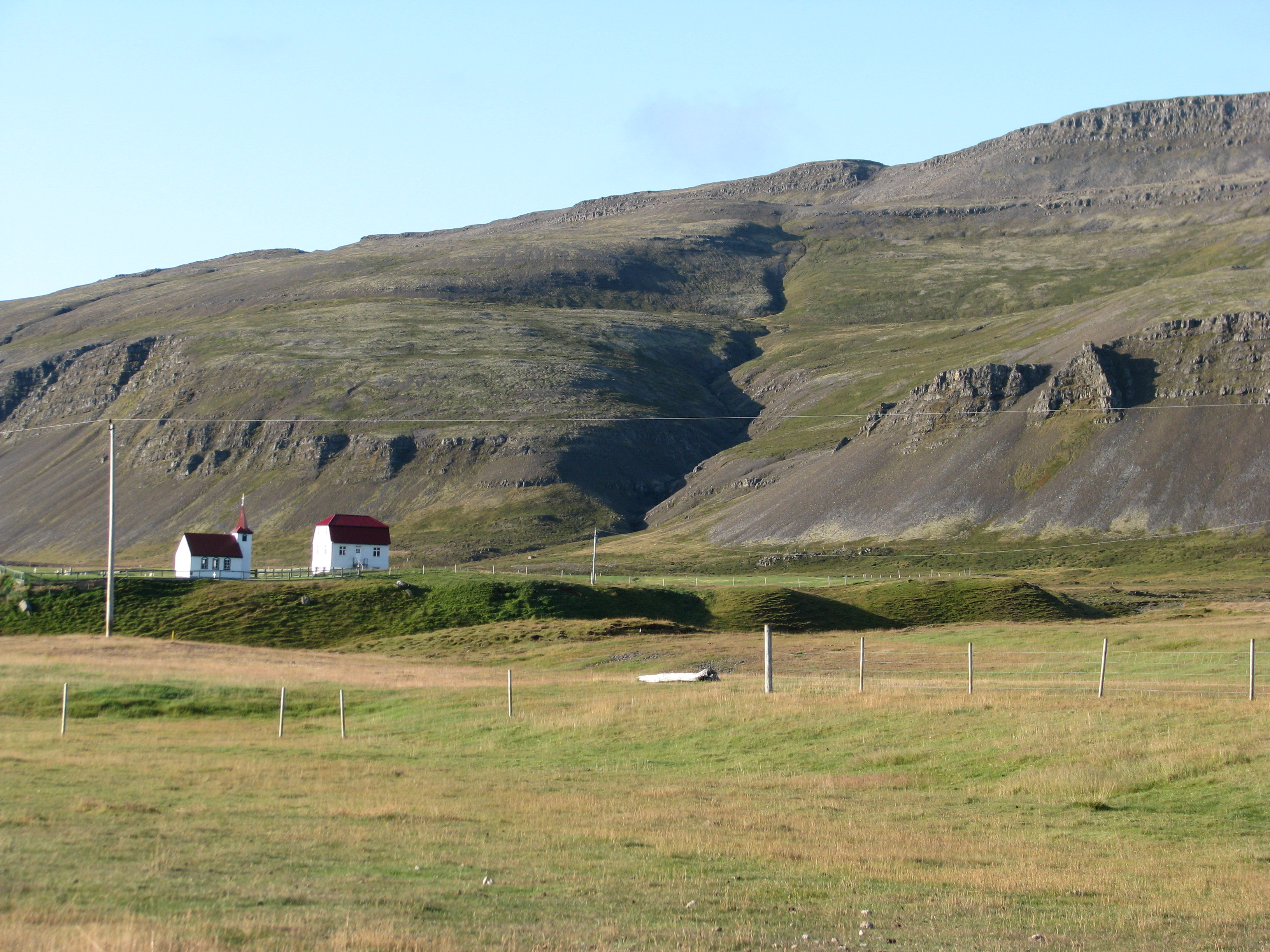
Kerkje van Brjánslækur.

## Trivia
Normaliter zijn IJslandse achternamen patroniemen, maar er komen ook andere achternamen voor. Van de naam Brjánslækur stamt de IJslandse achternaam Briem af.
De veerboot Baldur, die Brjánslækur met Stykkishólmur verbindt, komt oorspronkelijk uit Nederland en heette toen de  MS Smallingerland.